# Trypostega maculata
Trypostega maculata is een mosdiertjessoort uit de familie van de Trypostegidae. De wetenschappelijke naam van de soort is voor het eerst geldig gepubliceerd in 2001 door Tilbrook, Hayward & Gordon.